# Aeroportul Ebon
Aeroportul Ebon (IATA: EBO) este un aeroport din Insulele Marshall ce deservește zona Ebon Atoll⁠(d).
Situat la o altitudine de 2 m, aeroportul dispune de o singură pistă.